# Copa Chile DOS de Básquetbol 2023
La Copa Chile DOS de Básquetbol 2023 (conocida por razones de patrocinio como Copa Chile DOS by Cecinas Llanquihue fue la 1.ª edición del torneo de copa de básquetbol organizado por la Liga Nacional de Básquetbol de Chile que agrupa principalmente a los clubes que pertenecen a la Liga DOS y se jugó entre el 29 de septiembre y el 16 de diciembre de 2023.
CSD Colo-Colo se coronó campeón, obteniendo su primer título.

## Sistema de Campeonato

### Fase Zonal
Los 10 equipos se dividen en dos grupos. Jugarán en el formato de todos contra todos a dos ruedas, los 2 primeros de cada grupo avanzarán al Final Four en busca del título. 

### Final Four
Se juegan las semifinal y Final a partido único. Todos los duelos se jugaron en el Gimnasio Carlos Flores.

## Equipos participantes
| Club                    | Región               | Ciudad      |
| ----------------------- | -------------------- | ----------- |
| Árabe de Valparaíso     | Región de Valparaíso | Valparaíso  |
| Stadio Italiano         | Región Metropolitana | Las Condes  |
| Colo-Colo               | Región Metropolitana | Santiago    |
| Boston College          | Región Metropolitana | Maipú       |
| CD Brisas               | Región Metropolitana | La Cisterna |
| CD Sergio Ceppi         | Región Metropolitana | La Cisterna |
| CD Luis Matte Larraín   | Región Metropolitana | Puente Alto |
| Liceo de Curicó         | Región del Maule     | Curicó      |
| CD Truenos de Talca     | Región del Maule     | Talca       |
| CD Alemán de Concepción | Región del Bío-Bío   | Concepción  |

## Fase de grupos

### Zona A
| Equipo                | Pts | PJ | PG | PP |
| --------------------- | --- | -- | -- | -- |
| CD Truenos de Talca   | 13  | 7  | 6  | 1  |
| CD Luis Matte Larraín | 13  | 8  | 5  | 3  |
| Árabe de Valparaíso   | 11  | 7  | 4  | 3  |
| Stadio Italiano       | 11  | 8  | 3  | 5  |
| CD Brisas             | 9   | 8  | 1  | 7  |

### Zona B
| Equipo                  | Pts | PJ | PG | PP |
| ----------------------- | --- | -- | -- | -- |
| CSD Colo-Colo           | 15  | 8  | 7  | 1  |
| CD Alemán de Concepción | 13  | 8  | 5  | 3  |
| Boston College          | 13  | 8  | 5  | 3  |
| CD Sergio Ceppi         | 11  | 8  | 3  | 5  |
| Liceo de Curicó         | 8   | 8  | 0  | 8  |

## Final Four
|  | Semifinal            | Semifinal            | Semifinal        |                  |               | Final                | Final                | Final        |  |
|  |                      |                      |                  |                  |               |                      |                      |              |  |
|  |                      |                      |                  |                  |               |                      |                      |              |  |
|  | CSD Colo-Colo        | CSD Colo-Colo        | 82               |                  |               |                      |                      |              |  |
|  | CSD Colo-Colo        | CSD Colo-Colo        | 82               |                  |               |                      |                      |              |  |
|  | Luis Matte Larraín   | Luis Matte Larraín   | 54               |                  |               |                      |                      |              |  |
|  | Luis Matte Larraín   | Luis Matte Larraín   | 54               |                  | CSD Colo-Colo | CSD Colo-Colo        | 75                   |              |  |
|  |                      |                      |                  |                  | CSD Colo-Colo | CSD Colo-Colo        | 75                   |              |  |
|  |                      |                      | Truenos de Talca | Truenos de Talca | 65            |                      |                      |              |  |
|  | Truenos de Talca     | Truenos de Talca     | Truenos de Talca | Truenos de Talca | 65            | 53                   |                      |              |  |
|  | Truenos de Talca     | Truenos de Talca     |                  |                  |               | 53                   |                      |              |  |
|  | Alemán de Concepción | Alemán de Concepción | 50               |                  |               | Tercer lugar         | Tercer lugar         | Tercer lugar |  |
|  | Alemán de Concepción | Alemán de Concepción | 50               |                  |               | Tercer lugar         | Tercer lugar         | Tercer lugar |  |
|  |                      |                      |                  |                  |               |                      |                      |              |  |
|  |                      |                      |                  |                  |               | Luis Matte Larraín   | Luis Matte Larraín   | 79           |  |
|  |                      |                      |                  |                  |               | Luis Matte Larraín   | Luis Matte Larraín   | 79           |  |
|  |                      |                      |                  |                  |               | Alemán de Concepción | Alemán de Concepción | 86           |  |
|  |                      |                      |                  |                  |               | Alemán de Concepción | Alemán de Concepción | 86           |  |
|  |                      |                      |                  |                  |               |                      |                      |              |  |

## Campeón
|                           |
| CSD Colo-Colo 1.er título |
|                           |